# Петър Чомпъл
Петър Чомпъл е български майстор-строител от Ранното Възраждане, представител на Брациговската архитектурно-строителна школа.

## Биография
Петър Чомпъл е роден около 1746 година в костурското село Слимница, тогава в Османската империя, днес Трилофос, Гърция. В 1791 година се изселва в Брацигово. Занимава се със строителство. В 1813 година заедно с майстор Марко Зисо построява църквата „Света Неделя“ в Батак. В 1818 година двамата построяват църквата „Свети Теодор Тирон“ в Радилово.